# Waldemar von Hennigs
Waldemar Gustav Carl von Hennigs (1 tháng 7 năm 1849 tại Stremlow – 1 tháng 6 năm 1917 tại Steglitz) là một sĩ quan quân đội Phổ, đã được thăng đến cấp Thượng tướng Bộ binh và là em của Thượng tướng Kỵ binh Victor von Hennigs. Ông từng tham chiến trong cuộc Chiến tranh Pháp-Đức (1870 – 1871) và bị thương trong Chiến tranh thế giới thứ nhất (1914 – 1918).

## Tiểu sử
Waldemar sinh vào tháng 7 năm 1849, là con thứ sáu trong chín người con của Chủ thái ấp Albert von Hennigs và người vợ của ông này là Kathinka, nhũ danh Baronesse von Fock. Sự nghiệp quân sự của ông đã khởi đầu khi ông tham gia đội thiếu sinh quân tại Potsdam. Sau đó, Hennigs gia nhập Tiểu đoàn Bộ binh nhẹ số 9 ở Greifswald và chiến đấu cùng với đơn vị của mình trong cuộc Chiến tranh Pháp-Đức (1870 – 1871). Sau khi cuộc chiến tranh chấm dứt với chiến thắng toàn diện của người Đức, ông trở về với Huân chương Thập tự Sắt hạng II và với chức vụ sĩ quan phụ tá Tiểu đoàn. Sau khi được thăng quân hàm Đại úy, ông gia nhập Tiểu đoàn Súng trường Cận vệ. Trong đơn vị này, ông chứng kiến Năm Tam đế (1888) và tham gia chủ yếu trong lễ duyệt binh đưa tiễn Đức hoàng Wilhelm I. Vào năm 1892, ông được lên cấp hàm Thiếu tá và được đổi sang Trung đoàn Bắn súng hỏa mai số 73 "Thống chế Vương tử Albrecht của Phổ" (Hannover), đóng quân tại Hannover.
Dưới sự điều động trực tiếp của tân Hoàng đế Wilhelm II, ông là Chỉ huy trưởng Tiểu đoàn Biển I tại Kiel kể từ năm 1894 cho đến năm 1896. Thời gian ông tại nhiệm chứng kiến các buổi lễ khánh thành Kênh đào Hoàng đế Wilhelm (được đặt theo tên của Hoàng đế Wilhelm I đã băng hà năm 1888). Nhà soạn nhạc của Tiểu đoàn Biển là Hasselmann đã sáng tác bản "Hành khúc Hennigs" (Hennigs-Marsch) và "Điệu Walzer Elfrieden" (Elfrieden-Walzer) theo tên con gái của ông là Elfriede von Hennigs, sau kết hôn với Đại úy Viktor Cramer von Clausbruch.
Vào năm 1899, sau một khoảng thời gian ông ở Schwerin (1896 – 1899), ông được phong quân hàm Đại tá và lãnh chức Trung đoàn trưởng của Trung đoàn Bộ binh số 83 "von Wittich" (số 3 Tuyển hầu quốc Hessen) tại Kassel. Vào năm 1902, ông được nhậm chức Trung đoàn trưởng Trung đoàn Bộ binh số 105 "Vua Wilhelm II của Württemberg" (số 6 Vương quốc Sachsen) tại Straßburg, sau đó ông được lên cấp hàm Thiếu tướng vào năm 1903 và được giao quyền chỉ đạo Lữ đoàn Bộ binh số 83 tại Erfurt. Vào năm 1907, ông được đổi vào Bộ Tổng tham mưu ở kinh đô Berlin và được phong danh hiệu à la suite của Trung đoàn Thương kỵ binh Cận vệ số 3.
Về sau, trong cuộc Chiến tranh thế giới thứ nhất, ông bị thương và được tặng thưởng Huân chương Thập tự Sắt hạng I. Vào ngày 1 tháng 6 năm 1917, một năm sau lễ kỷ niệm Vàng của binh nghiệp của ông, ông từ trần tại Berlin-Steglitz do hậu quả của vết thương.

## Gia đình
Vào ngày 16 tháng 1 năm 1874, Hennigs đã thành hôn với bà Eva Maria (22 tháng 2 năm 1855 – 11 tháng 8 năm 1926), con gái ông Georg Koch – chủ điền trang Buggow. Cặp đôi này có hai người con. Người anh trai của ông, Victor von Hennigs (1848 – 1930), cũng là một tướng lĩnh quân đội Phổ.

## Tặng thưởng
- Huân chương Đại bàng Đỏ hạng I đính kèm Bó sồi và Thanh kiếm trên Chiếc nhẫn
- Huân chương Vương miện hạng I
- Huân chương Thập tự Sắt hạng I
- Hiệp sĩ hạng I Huân chương Zähringer Löwen
- Hiệp sĩ Công lý Huân chương Thánh Johann